# Thelairosoma melancholicum
Thelairosoma melancholicum là một loài ruồi trong họ Tachinidae.